# Whedefit Gesgeshi Woude Henate Ethiopia

Harta și steagul Etiopiei

Whedefit Gesgeshi Woude Henate Ethiopia este imnul național din Etiopia.